# Hesperantha huttonii
Hesperantha huttonii är en irisväxtart som först beskrevs av John Gilbert Baker, och fick sitt nu gällande namn av Olive Mary Hilliard och Brian Laurence Burtt. Hesperantha huttonii ingår i släktet Hesperantha och familjen irisväxter. Inga underarter finns listade i Catalogue of Life.